# Michael Gardener
Michael Gardener (ur. 29 kwietnia 1986) – jamajski lekkoatleta, sprinter.
Medalista CARIFTA Games, mistrzostw Ameryki Środkowej i Karaibów juniorów a także mistrzostw panamerykańskich juniorów. W 2003 reprezentował Jamajkę podczas mistrzostw świata juniorów młodszych: zajął 5. miejsce w eliminacyjnym biegu na 400 metrów (z czasem 49,85) i odpadł z dalszej rywalizacji. Niepowodzeniem zakończył się także jego start w sztafecie szwedzkiej – jamajska sztafeta (w składzie Remaldo Rose, Andre Wellington, Gardener, Usain Bolt) została zdyskwalifikowana w biegu eliminacyjnym. W 2004 wystąpił w biegu na 400 metrów na mistrzostwach świata juniorów, po przejściu eliminacji (3. miejsce w swoim biegu z czasem 47,06) był 4. w swoim półfinale (47,49) i odpadł z dalszej rywalizacji.

## Rekordy życiowe
- bieg na 200 m – 21,38 (2004)
- bieg na 400 m – 47,06 (2004)